# 腎病變
腎病變、腎臟病（英語：Nephropathy、kidney disease、renal disease），又稱腎損傷，指腎臟的疾病或是功能損傷。又分成非發炎性的腎病（英語：Nephrosis），以及發炎性的腎炎（英語：Nephritis）。嚴重者將需要進行血液透析治療。

## 病因

### A型免疫球蛋白腎病變
原文 IgA nephropathy.

### 止痛劑
原文 Analgesics

### 黃嘌呤氧化酶缺乏症
原文 Xanthine oxidase deficiency